# Pereira (Colombia)
Pereira er hovedstaden i den colombianske departement Risaralda. Det ligger i et kaffeproducerende område i landet, officielt kendt som "Kaffeaksen". Pereira udgør, sammen med resten af Coffee Axis, en del af UNESCOs verdensarvliste, kendt som "Coffee Cultural Landscape of Colombia". Det er den mest befolket by i Coffee Axis og den næststørste by i Paisa-regionen, efter Medellín. Pereira er også en del af Central West Metropolitan Area, som har 709.322 indbyggere og består af Pereira og de omkringliggende byer Dosquebradas og La Virginia.